# Where's Wally? (serie animata)
Where's Wally? è una serie TV a disegni animati prodotta da Waldo Film Company e Dic e basata sui libri di Martin Handford.

## Personaggi
- Ubaldo (Waldo)
- Mago Lungabarba
- Filippo
- Zizzanio

## Episodi
1. My Left Fang
2. Forest Women
3. It's A Gruel, Gruel World
4. The Great Ball Game
5. Draining the Deep
6. The Underground Hunters
7. The Unfriendly Giants
8. A Stone Age Story
9. The Land of the Carpet Flyers
10. The Living Exhibits
11. Ahead of the Future
12. Viking Fling
13. The Land of the Lost Pyramid